# Cult of Luna
Cult of Luna är ett metal-band med medlemmar från Luleå och Umeå.

## Historik
Gruppen startade 1999 som en sludge metal-grupp med starka influenser från Neurosis, men under årens lopp har ljudbilden dragits allt mer mot postrocken. Den här blandningen av sludge metal och postrock har fått många att kategorisera Cult of Luna som post-metal, en genre under vilken även band som Isis och Pelican faller.
I likhet med dessa grupper fokuserar Cult of Lunas texter ofta på övervakningssamhället, men även på traditionella teman inom hardcorepunken, såsom veganism och ilska mot politiker. Även spirituella och personliga teman förekommer.
Albumet Somewhere Along the Highway vann P3 Guld-priset 2007 som årets metalalbum. Juryns motivering löd "För viljan och modet att utveckla metalgenren och ge den nya dimensioner. Det är utan tvekan 2006 års rock/metalalbum."

## Medlemmar
Nuvarande medlemmar
- Johannes Persson – gitarr, sång (1998– )
- Magnus Lindberg – gitarr, slagverk (1998– )
- Andreas Johansson – basgitarr (2002– )
- Thomas Hedlund – trummor, slagverk (2003– )
- Fredrik Kihlberg – gitarr, sång (2004– )
- Kristian Karlsson – sång, synthesizer, sampling (2015– )

Tidigare medlemmar
- Klas Rydberg – sång (1998–2012)
- Fredrik Renström – basgitarr (1999)
- Marco Hildén – trummor (1999–2002)
- Erik Olofsson – gitarr (1999–2015)
- Axel Stattin – basgitarr (2000–2002)
- Anders Teglund – synthesizer, sampling, trumpet (2003–2013)

Turnerande medlemmar
- Christian Augustin – trummor (2013– )
- David Johansson – basgitarr (2013)
- Jonas Nordström – keyboard (2013)
- Julie Christmas – sång (2016– )

## Diskografi
Studioalbum
- Cult of Luna (2001)
- The Beyond (2003)
- Salvation (2004)
- Somewhere Along the Highway (2006)
- Eternal Kingdom (2008)
- Vertikal (2013)
- Mariner (tillsammans med Julie Christmas) (2016)
- A dawn to fear (2019)
- The Raging River (2021)
- The Long Road North (2022)

Livealbum
- Live at the Scala (2010)
- Years in a Day (2017)
- Mariner Live (tillsammans med Julie Christmas) (2018)

EP
- Vertikal II (2013)

Singlar
- "Cult of Luna" (2002)
- "Bodies" / "Recluse" (2006)

Samlingsalbum
- Eternal Music (2014)

Video
- Fire Was Born (DVD, 2009)
- Eviga Riket (DVD, 2010)

Annat
- "Cult of Luna / Switchblade" (delad 7" vinyl, 2000)
- Råångest (delad CD: Cult of Luna / The Old Wind, 2016)